# Bektaixisme

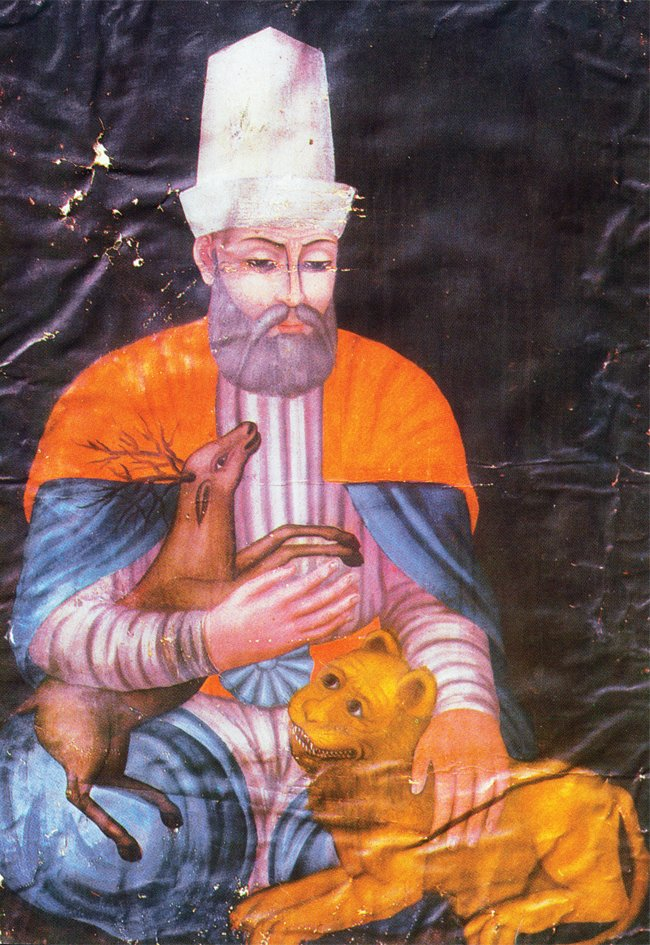
Hacı Bektaş Veli

La tariqa bektaixita o el bektaixisme (en turc modern bektaşilik) fou un orde de dervixos turc fundat per Hajji Bektaix Wali (Hacı Bektaş Veli), la primera biografia del qual fou escrita al segle xv, i és en part llegendària; hauria viscut al segle xiii a l'Anatòlia (Àsia Menor) i era originari del Khurasan; probablement fou deixeble de Baba Ishak (revoltat el 1240).
Portaven una gorra blanca de quatre plecs simbolitzant les quatre portes de coneixement i les quatre classes de persones; també pot tenir 12 plecs pels dotze imams.
Es va estendre per Anatòlia i Rumèlia amb grups al Caire i Bagdad. L'orde fou dissolta el 1925 com tots els ordes religiosos de Turquia. Modernament existeixen encara a Albània i a Turquia (s'estimava que eren uns 30000 el 1952).